# Mistrzostwa Świata w Kolarstwie Szosowym 1989
62. Mistrzostwa świata w kolarstwie szosowym – zawody kolarskie, które odbyły się w dniach 23–27 sierpnia 1989 we francuskim mieście Chambéry. Były to ósme zorganizowane w tym kraju mistrzostwa świata w kolarstwie szosowym (poprzednio w: 1924, 1933, 1947, 1958, 1964, 1972 i 1980). Nikomu nie udało się obronić tytułu mistrza świata. Wśród multimedalistów najlepszym okazał się Joachim Halupczok, który zdobył dwa medale (złoty i srebrny).
Polacy w mistrzostwach zdobyli dwa medale: złoty – Joachim Halupczok w wyścigu ze startu wspólnego amatorów i srebrny – polski zespół w jeździe drużynowej na czas amatorów.

## Kalendarium zawodów
| Kalendarz MŚ w Kolarstwie Szosowym 1989 |       |       |       |       |       |
| Konkurencja (dystans)                   | Data  | Data  | Data  | Data  | Data  |
| Konkurencja (dystans)                   | 23.08 | 24.08 | 25.08 | 26.08 | 27.08 |
| Mężczyźni                               |       |       |       |       |       |
| Elita                                   |       |       |       |       |       |
| Wyścig ze startu wspólnego (259,35 km)  |       |       |       |       |       |
| Amatorzy                                |       |       |       |       |       |
| Wyścig ze startu wspólnego (185,3 km)   |       |       |       |       |       |
| Jazda drużynowa na czas (99,2 km)       |       |       |       |       |       |
| Kobiety                                 |       |       |       |       |       |
| Wyścig ze startu wspólnego (74,1 km)    |       |       |       |       |       |
| Jazda drużynowa na czas (50,9 km)       |       |       |       |       |       |

## Reprezentacja Polski
| - Polski zespół – srebrni medaliści w jeździe drużynowej na czas amatorów - Joachim Halupczok - Zenon Jaskuła - Marek Leśniewski - Andrzej Sypytkowski |

Do mistrzostw świata Polski Związek Kolarski zgłosił 12 zawodników w trzech konkurencjach (bez konkurencji kobiet).
| Reprezentacja Polski na MŚ w Kolarstwie Szosowym 1989 |                     |                                             |
| Lp.                                                   | Zawodnik            | Konkurencja                                 |
| Mężczyźni                                             |                     |                                             |
| 1.                                                    | Joachim Halupczok   | druż. jazda na czas, start wspólny amatorów |
| 2.                                                    | Zenon Jaskuła       | druż. jazda na czas, start wspólny amatorów |
| 3.                                                    | Zdzisław Krudysz    | start wspólny zawodowców                    |
| 4.                                                    | Marek Kulas         | start wspólny zawodowców                    |
| 5.                                                    | Marek Leśniewski    | druż. jazda na czas                         |
| 6.                                                    | Andrzej Maćkowski   | start wspólny amatorów                      |
| 7.                                                    | Zbigniew Piątek     | start wspólny amatorów                      |
| 8.                                                    | Andrzej Półkośnik   | start wspólny zawodowców                    |
| 9.                                                    | Andrzej Sypytkowski | druż. jazda na czas, start wspólny amatorów |
| 10.                                                   | Marek Szerszyński   | start wspólny zawodowców                    |
| 11.                                                   | Mirosław Uryga      | start wspólny zawodowców                    |
| 12.                                                   | Cezary Zamana       | start wspólny amatorów                      |

## Medaliści
| Konkurencja dystans – (data)                         | Złoto:                                                                     | Czas (prędkość)       | Srebro:                                                                     | Czas   | Brąz:                                                                 | Czas   |
| Mężczyźni                                            |                                                                            |                       |                                                                             |        |                                                                       |        |
| Elita                                                |                                                                            |                       |                                                                             |        |                                                                       |        |
| Wyścig ze startu wspólnego 259,35 km – (27 sierpnia) | Greg LeMond                                                                | 6:45:59 (38,329 km/h) | Dmitrij Konyszew                                                            | + 0:00 | Sean Kelly                                                            | + 0:00 |
| Amatorzy                                             |                                                                            |                       |                                                                             |        |                                                                       |        |
| Wyścig ze startu wspólnego 185,3 km – (26 sierpnia)  | Joachim Halupczok                                                          | 4:52:54 (37,958 km/h) | Éric Pichon                                                                 | + 2:45 | Christophe Manin                                                      | + 2:58 |
| Jazda drużynowa na czas 99,2 km – (23 sierpnia)      | NRD Falk Boden Mario Kummer Maik Landsmann Jan Schur                       | 2:02:36 (48,546 km/h) | Polska Zenon Jaskuła Joachim Halupczok Marek Leśniewski Andrzej Sypytkowski | + 0:43 | ZSRR Jurij Manujłow Wiktor Klimow Jewhen Zahrebelny Ołeh Hałkin       | + 1:01 |
| Kobiety                                              |                                                                            |                       |                                                                             |        |                                                                       |        |
| Wyścig ze startu wspólnego 74,1 km – (26 sierpnia)   | Jeannie Longo                                                              | 1:56:41 (38,103 km/h) | Catherine Marsal                                                            | + 4:05 | Maria Canins                                                          | + 4:05 |
| Jazda drużynowa na czas 50,9 km – (23 sierpnia)      | ZSRR Nadieżda Kibardina Natalja Mielechina Tamara Polakowa Laima Zilporytė | 1:08:05 (44,856 km/h) | Włochy Monica Bandini Roberta Bonanomi Maria Canins Francesca Galli         | + 0:00 | Francja Valérie Simonnet Cécile Odin Catherine Marsal Nathalie Cantet | + 0:30 |

## Szczegóły
| Miejsce | Zawodnik            | Narodowość        | Czas    |
| złoto   | Greg LeMond         | Stany Zjednoczone | 6:45:59 |
| srebro  | Dmitrij Konyszew    | ZSRR              | + 0:00  |
| brąz    | Sean Kelly          | Irlandia          | + 0:00  |
| 4       | Steven Rooks        | Holandia          | + 0:00  |
| 5       | Thierry Claveyrolat | Francja           | + 0:03  |
| 6       | Laurent Fignon      | Francja           | + 0:03  |
| 7       | Martin Earley       | Irlandia          | + 0:10  |
| 8       | Gianni Bugno        | Włochy            | + 0:10  |
| 9       | Rolf Sørensen       | Dania             | + 0:10  |
| 10      | Claude Criquielion  | Belgia            | + 0:10  |

| Miejsce | Zawodnik           | Narodowość | Czas    |
| złoto   | Joachim Halupczok  | Polska     | 4:52:54 |
| srebro  | Éric Pichon        | Francja    | + 2:45  |
| brąz    | Christophe Manin   | Francja    | + 2:58  |
| 4       | Dominik Krieger    | RFN        | + 3:00  |
| 5       | Gianluca Bortolami | Włochy     | + 4:13  |
| 6       | Robert Matwew      | RFN        | + 4:28  |
| 7       | Allen Andersson    | Szwecja    | + 4:28  |
| 8       | Daniel Castro      | Argentyna  | + 4:28  |
| 9       | Wiktor Klimow      | ZSRR       | + 4:47  |
| 10      | Oliverio Rincón    | Kolumbia   | + 4:47  |
|         |                    |            |         |
| 45      | Zenon Jaskuła      | Polska     | + 7:48  |
| 57      | Andrzej Maćkowski  | Polska     | + 17:14 |
| 66      | Zbigniew Piątek    | Polska     | + 19:43 |

| Miejsce | Zawodniczka      | Narodowość        | Czas    |
| złoto   | Jeannie Longo    | Francja           | 1:56:41 |
| srebro  | Catherine Marsal | Francja           | + 4:05  |
| brąz    | Maria Canins     | Włochy            | + 4:05  |
| 4       | Inga Thompson    | Stany Zjednoczone | + 7:29  |
| 5       | Madonna Harris   | Nowa Zelandia     | + 7:29  |
| 6       | Eva Orvošová     | Czechosłowacja    | + 7:29  |
| 7       | Kathleen Shannon | Australia         | + 7:29  |
| 8       | Dany Bonnoront   | Francja           | + 7:29  |
| 9       | Roberta Bonanomi | Włochy            | + 7:29  |
| 10      | Donna Gould      | Australia         | + 8:18  |

| Miejsce | Drużyna           | Zawodnicy                                                                   | Czas    |
| złoto   | NRD               | Mario Kummer Maik Landsmann Jan Schur Falk Boden                            | 2:02:36 |
| srebro  | Polska            | Zenon Jaskuła Joachim Halupczok Marek Leśniewski Andrzej Sypytkowski        | + 0:43  |
| brąz    | ZSRR              | Jurij Manujłow Wiktor Klimow Jewhen Zahrebelny Ołeh Hałkin                  | + 1:01  |
| 4       | Stany Zjednoczone | John Frey Jim Copeland Mike McCarthy John Stenner                           | + 2:18  |
| 5       | RFN               | Michael Rich Rolf Aldag Rajmund Lehnert Ernst Christl                       | + 3:14  |
| 6       | Francja           | Jean-Louis Harel Sébastien Flicher Jean-Jacques Henry Eric Heulot           | + 3:46  |
| 7       | Szwajcaria        | Beat Meister Theodor Rinderknecht Rolf Rutschmann Michel Ansermet           | + 6:16  |
| 8       | Dania             | Michael Guldhammer Claus Michael Møller Peter Meinert Nielsen Tommy Nielsen | + 6:18  |
| 9       | Australia         | Justin Grindan Andrew Logan Bruce Keech Craig Chapman                       | + 6:43  |
| 10      | Włochy            | Stefano Zanini Luca Colombo Paolo Morandi Roberto Maggioni                  | + 7:07  |

| Miejsce | Drużyna           | Zawodniczki                                                           | Czas    |
| złoto   | ZSRR              | Nadieżda Kibardina Tamara Polakowa Laima Zilporytė Natalja Mielechina | 1:08:05 |
| srebro  | Włochy            | Monica Bandini Roberta Bonanomi Maria Canins Francesca Galli          | + 0:00  |
| brąz    | Francja           | Valérie Simonnet Cécile Odin Catherine Marsal Nathalie Cantet         | + 0:30  |
| 4       | Holandia          | Monique Knol Monique de Bruin Cora Westland Menny Top                 | + 0:32  |
| 5       | Stany Zjednoczone | Elisabeth Davis Peggy Maas Linda Brenneman Maureen Manley             | + 0:37  |
| 6       | RFN               | Viola Paulitz Jutta Niehaus Stefanie Halbach Ruth Schmid              | + 1:45  |
| 7       | Szwecja           | Marion Levin Helena Normann Paula Westher Christina Vosveld           | + 1:58  |
| 8       | Szwajcaria        | Luzia Zberg Edith Schönenberger Evelyne Müller Brigitte Gyr           | + 2:14  |
| 9       | Kanada            | Sara Neil Kelly Ann Way Alison Sydor Denise Kelly                     | + 4:01  |
| 10      | Belgia            | Nele D'Haene Els Mertens Heidi Van De Vijver Sylvie Slos              | + 4:33  |

## Tabela medalowa i multimedaliści
| Tabela medalowa |                   |       |        |      |       |
| Miejsce         | Reprezentacja     | Złoto | Srebro | Brąz | Razem |
| 1               | Francja           | 1     | 2      | 2    | 5     |
| 2               | ZSRR              | 1     | 1      | 1    | 3     |
| 3               | Polska            | 1     | 1      | 0    | 2     |
| 4               | NRD               | 1     | 0      | 0    | 1     |
| 4               | Stany Zjednoczone | 1     | 0      | 0    | 1     |
| 6               | Włochy            | 0     | 1      | 1    | 2     |
| 7               | Irlandia          | 0     | 0      | 1    | 1     |

| Multimedaliści |                        |       |        |      |       |
| Lp.            | Zawodnik / Zawodniczka | Złoto | Srebro | Brąz | Razem |
| 1.             | Joachim Halupczok      | 1     | 1      | 0    | 2     |
| 2.             | Maria Canins           | 0     | 1      | 1    | 2     |
| 2.             | Catherine Marsal       | 0     | 1      | 1    | 2     |